# 安楽寺 (台東区)
安楽寺（あんらくじ）は、東京都台東区にある浄土宗の寺院。

## 歴史
1627年（寛永4年）、覚誉意的によって開山された。元々は現在地よりも南西方面に位置していたが、1693年（元禄6年）に現在地に移転した。
境内には、地蔵堂があり、「みかえり地蔵尊」と呼ばれる地蔵菩薩像が安置されている。
寺宝として、「刺繍仏涅槃図」がある。知恩院第2代門跡の尊光法親王が寄進したものという。幕末維新期に、一時他人の手に渡ったが、まもなく買い戻されている。

## 文化財
- 刺繍仏涅槃図（台東区有形文化財 平成17年3月登載）[5]

## 交通アクセス
- 入谷駅4番出口より徒歩約6分（経路案内）。
- 鶯谷駅より徒歩約10分（経路案内）。